# Bonton
Bontón (iz francoščine, pomeni dober ton) je skupek pravil spodobnega vedenja v družbi. Gre za splošno konvencionalne oblike obnašanja, ki veljajo v določenem okolju. Pravil spodobnega vedenja ni mogoče vsesplošno definirati, saj so odvisna od kulture, časa, družbenega sloja ... Z načinom obnašanja človek veliko pove o svojem statusu.
Človek veliko pravil bontona osvoji že tekom odraščanja; učenje spodobnega vedenja je eden izmed elementov vzgoje otroka.
Pravila spodobnega vedenja so zapisana v tako imenovani »knjigi o bontonu«.
Nekatere izmed besed bontona so npr. : prosim, hvala, oprostite, izvolite in podobno.